# Kexi
Kexi est une interface graphique libre de contrôle des bases de données parmi les plus répandues dans le monde Unix/Linux.
Il s'agit d'un logiciel conçu dans le cadre du projet KDE, et faisant partie du projet KOffice, mais qui ne s'appuie pas sur les bibliothèques KDELibs, ce qui rend son fonctionnement possible hors Linux et KDE, par exemple sur MS Windows.
Kexi repose sur la bibliothèque SQLite pour fonctionner dès l'installation, mais il est également possible de l'interfacer avec des systèmes de gestion de base de données relationnelles MySQL et PostgreSQL.
Depuis le passage à KDE4 (2008), Kexi a tardé à être porté faute de mainteneurs. Il a officiellement refait son apparition dans la version 2.2 de KOffice, sortie le 27 mai 2010.